# بيوكو
بيوكو وتُسمى أيضاً فيرناندو بو عند التقاليد الأوروبية مُنذ الاستعمار البرتغالي، هي جزيرة تبعد 32 كيلو متراً من الساحل الغربي لأفريقيا والجزء الشمالي من غينيا الاستوائية. بلغ عدد سكانها 334463 حسب إحصاء عام 2015. ويبلغ مساحتها 2017 كيلو متر مربع (ما يساوي 779 ميل مربع). تقع الجزيرة في خليج بيافرا التي هي جزء من خليج غينيا، أعلى قمة في الجزيرة هي قمة بيكو باسيلي التي يبلغ ارتفاعها 3012 متر.